# 13 Hedgehogs
Albums de Melt-Banana
Cell-Scape
(2003) Bambi's Dilemma
(2007)
13 Hedgehogs (MxBx Singles 1994-1999) est une compilation du groupe japonais Melt-Banana. Elle réunit sur un CD leurs 13 premiers singles ainsi que des titres tirés de plusieurs EP et de disques splits.
Le tout premier disque du groupe à avoir été édité était un EP 7" dénommé Hedgehog ; en fait ils dénomment "Hedgehog" ("hérisson" en anglais) toutes leurs publications mineures (c'est-à-dire n'étant pas des albums à proprement parler). Le groupe a au total sorti 23 "hedgehogs".

## Pistes
1. "Stick Out" – 0:48
2. "So Unfilial Rule" – 0:14
3. "Mind Thief" – 1:44
4. "Screw, Loose" – 0:23
5. "Scrubber" – 0:16
6. "Pierced Eye" – 2:11
7. "Ketchup-Mess" – 1:16
8. "First Defy" – 0:10
9. "Iguana in Trouble" – 1:26
10. "It's in the Pillcase" – 1:17
11. "Rush & Warp" – 1:04
12. "Picnic in Panic" – 2:00
13. "Buddhism Core" – 0:55
14. "Hangnail (Let It Go)" – 0:39
15. "No One Wants Next One" – 0:38
16. "Sicklist on Fire" – 1:06
17. "One Dimensional" – 0:20
18. "Not D, But M, Also S" – 0:43
19. "Mind Thief [live]" – 1:35
20. "P-Pop-Slop [live]" – 1:29
21. "Making Fuss, Fuss, Fuss" – 0:37
22. "Turtle vs. Bunny (Who One?)" – 0:56
23. "Pig to Dog" – 0:19
24. "Bird-Like Monkey in Cave, Singing in Drops" – 2:06
25. "Bad Gut Missed Fist" – 1:09
26. "It's Not My Fault" – 0:22
27. "Neck on Me" – 0:26
28. "Stop the Cook-Cu Test" – 0:25
29. "No Doubt" – 1:03
30. "Scooped Brain in a Cup" – 1:02
31. "Capital 1060" – 0:53
32. "How to Parlare" – 0:27
33. "I Say, 'Shoot!'" – 0:40
34. "Minus-Minus-To One" – 0:23
35. "Call Me Please-6824" – 0:22
36. "Popsy Teeth in Red" – 0:19
37. "Blackout Screen" – 1:56
38. "To Be Continued?" – 0:24
39. "$10 a Pile [Ax version]" – 2:00
40. "Disposable Weathercock [Helpful 80 Points version]" – 4:05
41. "Y-Axis" – 0:29
42. "Aquatic Bee" – 1:51
43. "Wedge!" – 1:57
44. "Seesaw Semiology" – 0:59
45. "Cough, Coughed, Coughing" – 0:54
46. "Q For Quinine" – 1:00
47. "Bird-Like-Monkey, Pt. 2" – 0:07
48. "Least Clipper" – 1:47
49. "Baby Buggy Spitted" – 1:18
50. "Drill the Dentist" – 0:39
51. "Last Finger Split" – 1:47
52. "West the Fist (Just For Reflection)" – 4:04
53. "Dead Spex" – 1:01
54. "Sonic Brain Burst" – 1:11
55. "Ether Twisted" – 1:11
56. "Shoot the Moon" – 0:58

## Informations
- Pistes 1-6 tirées de Hedgehog 7" EP (Charnel Music, 1994)
- Pistes 7-9 tirées du split 7" EP avec God Is My Co-Pilot (HG Fact, 1994)
- Pistes 10-12 tirées de It's In the Pillcase 7" EP (Skin Graft Records, 1995)
- Pistes 13-18 tirées du split 7" EP avec Discordance Axis (HG Fact, 1995)
- Pistes 19-20 tirées du split 7" EP avec Pencilneck (Anti-Music, 1995)
- Pistes 21-24 tirées du split 7" EP avec Target Shoppers (Destroy All Music and Betley Welcome Careful Driver, 1996)
- Pistes 25-38 tirées du split 10" EP avec Stilluppsteypa (Fire inc./Something Weird, 1996)
- Pistes 39-40 tirées de untitled (Piano One) 7" EP (Gentle Giant, 1996)
- Pistes 41-42 tirées du split 7" EP avec Plainfield (Smelly Records, 1997)
- Pistes 43-50 tirées de Eleventh 7" EP (Slap a Ham Records, 1997)
- Piste 51 tirée du split 5" EP avec Xerobot (Coat-Tail, 1998)
- Piste 52 tirée du split 7" EP avec Killout Trash (Kool Pop Recordings/Rodel Records, 1998)
- Pistes 53-56 tirées de Dead Spex 7" EP (HG Fact, 1998)